# Laia Abril
Laia Abril (née à Barcelone en 1986) est une photographe, écrivaine et plasticienne espagnole dont les travaux sont liés au féminisme. Son livre, The Epilogue, a été bien accueilli par la critique,,,.

## Vie et œuvre
Laia Abril fait des études de journalisme puis s'installe à New York pour étudier la photographie au Centre international de la photographie.
Laia Abril traite des questions liées à la sexualité, au corps, à la psychologie et aux droits des femmes, construisant des images de ce qui est inconfortable et incompris. Son objectif est de cultiver l'empathie en brisant les tabous autour des jugements sociaux sur ce qui est différent ou sur les personnes différentes.
En 2009, elle rejoint le centre de recherche la Fabrica, résidence d’artistes de Benetton à Trévise, en Italie. Elle y travaille comme photographe et éditrice de photographie dans la revue Colors pendant cinq ans.
Depuis 2010, Laia Abril travaille sur des projets autour des troubles du comportement alimentaire. Elle a réalisé des travaux comme le court-métrage A Bad Day, qui parle d’une jeune fille boulimique ; Thinspiration, qui explore l’usage de la photo sur les sites internet pro-ana ; The Epilogue, qui évoque les victimes indirectes des troubles du comportement alimentaire, à travers l’histoire de la famille Robinson et les conséquences de la mort de Cammy Robinson qui souffrait de boulimie. Le critique Sean O’Hagan écrit dans The Guardian que The Epilogue est « sombre et émouvant… dense et gratifiant… Sa lecture, parfois douloureuse. Plusieurs fois, j’ai dû le laisser pour reprendre mon souffle. Mais je l’ai toujours repris ». The Epilogue a été sélectionné pour le prix du livre Paris Photo Fondation Aperture 2014.
Parmi ses autres projets, on peut citer : Femme Love, sur une jeune communauté lesbienne à Brooklyn ; Last Cabaret, sur un club de sexe à Barcelone ;The Asexuals Project, un documentaire sur l’asexualité et Lobismuller qui retrace l'histoire de l'assassin en série le plus assoifé de sang de l'histoire espagnole.
En 2016, elle se lance dans un vaste projet l'histoire de la misogynie à plusieurs volets. Le premier volet concerne le droit à l'avortement. Son travail est présenté aux Rencontres photographiques d'Arles. En 2017, elle consacre le deuxième volet aux croyances et préjugés liés aux menstrues. Pour cela, elle présente les croyances et interdits que subissent les femmes à travers le monde. Elle épluche également les rubriques faits divers qui relatent la mort d'une Népalaise mordue par un serpent pendant son exil menstruel ou le suicide d'une jeune Indienne de 12 ans qui avait taché son vêtement.
Le second volet du projet l'histoire de la misogynie est consacré au viol. Elle retient treize témoignages de femmes victimes de crimes impunis. L'une d'entre elles doit épouser son violeur. Une soldate est contrainte par son supérieur. Pour trouver une forme artistique à ces récits, Laia Abril photographie des objets appartenant aux femmes violées.
« J'ai d'abord fait un énorme travail de recherche, explique Laia Abril. J'ai aussi collecté des histoires de femmes qui ont été violées, qui ont pris des produits illégaux, qui sont en prison pour avoir eu recours à l'avortement. Mais j'ai également recherché des histoires de victimes collatérales, comme les médecins qui ont été assassinés pour avoir pratiqué des IVG, par exemple. »

## Publications
- Thinspiration, 2012
- The Epilogue, Stockport, Dewi Lewis, 2014.
- Tediousphilia, Lausanne, Musée de l'Élysée, 2014.
- Lobismuller, Mexico-Barcelona, RM, 2016.
- On Abortion, Stockport, Dewi Lewis, 2017.

## Publications avec d'autres artistes
- Diccionario de Fotógrafos Españoles, Madrid, La Fabrica, 2014.
- From Here On. Madrid: RM, 2013. Catálogo de exposición para From Here On, Centro de Arte Santa Mónica, Barcelona, comisariado por Joan Fontcuberta, Erik Kessels, Martin Parr, Joachim Schmid et Clément Chéroux.

## Expositions (sélection)
- On Rape, Les Filles du Calvaire, Paris, 2019
- Feminicides, Homesession, Barcelona, Spain, 2018
- On Abortion, PhotoIreland, Dublin, Ireland, 2018
- On Abortion, City of Women, Ljubjiana, Slovenia, 2017
- On Abortion, Les Rencontres d’Arles, France, 2016
- Lobismuller, Images Festival, Vevey, Switzerland, 2016
- Tediousphilia, Musée de l’Elysée, Laussanne, Suiza, 2015
- From Here On, Centro d'Arte Santa Mónica, febrero 2013. Comisariado por Joan Fontcuberta, Erik Kessels, Joachim Schmid y Martin Parr.
- On Identity, Galería Sous Les Étoiles, Nueva York, 10 septiembre 2014–25 octubre 2014. Con Jen Davis, Olya Ivanova, Lindsay Morris y Chris Rijksen[11].
- Fotografia 2.0, PHotoEspaña, Madrid, juin 2014[12].

## Récompenses et distinction
Liste de ses prix et sélections[source insuffisante]
- Foam Paul Huf Award, 2020[réf. nécessaire]
- Shortlisted, Deutsche Börse Prize, sélectionnée, 2019[réf. nécessaire]
- Prix Elysée, nommée, 2018[réf. nécessaire]
- Paris Photo-Aperture Award, selectionnée, 2018[réf. nécessaire]
- Tim Hetherington Trust Visionary Award[14], 2018
- ICP-Infinity Awards, Artist book nomination, 2017[réf. nécessaire]
- ICP-Infinity Awards, Emergent talent nomination, 2017[réf. nécessaire]
- Visionary Award, nommée, 2017[réf. nécessaire]
- Catchlight Grant, nommée, 2017[réf. nécessaire]
- Foam Paul Huf Award, nommée, 2017[réf. nécessaire]
- ICP-Infinity Awards, Art, nommée, 2017[réf. nécessaire]
- Best PhotoBook, PhotoEspaña, finaliste, 2017[réf. nécessaire]
- Prix de la Photo Madame Figaro-Rencontres Arles[14], 2016
- Fotopres Grant, 2016[réf. nécessaire]
- Revelación Award PhotoEspaña, 2016[réf. nécessaire]
- 2015: Festival Images, Book Award, 2015[réf. nécessaire]
- Best PhotoBook, PhotoEspaña, finaliste, 2015[réf. nécessaire]
- Foam Paul Huf Award, nommée, 2015[réf. nécessaire]
- Images Vevey Book Award, 2015[réf. nécessaire]
- 2014: Aperture, First Book Award, sélectionnée, 2014[réf. nécessaire]
- EPF Burn Magazine, finaliste, 2014[réf. nécessaire]
- Joop Swart Masterclass, nommée, 2014[réf. nécessaire]
- Prix Pictet, présélectionnée, 2013[réf. nécessaire]
- Kassel Dummy Award, selectionnée, 2013[réf. nécessaire]
- Center Juror’s Choice Award, 2013[réf. nécessaire]
- PhotoLucida Critical Mass, nommée, 2013[réf. nécessaire]
- Magnum Foundation, nommée, 2013[réf. nécessaire]
- EPF Burn Magazine, finaliste, 2012[réf. nécessaire]
- Joop Swart Masterclass, nommée, 2012[réf. nécessaire]
- Lumix Prix Photojournalism, finaliste, 2012[réf. nécessaire]
- Pla(t)Form, FotoMuseum Winterthur, 2012[réf. nécessaire]
- Fotovisura, finaliste, 2012[réf. nécessaire]
- Ian Parry Award, finaliste, 2009[réf. nécessaire]